# الكسندر ماكدونالد (سياسي)
الكسندر ماكدونالد هو سياسي كندي، ولد في 1 نوفمبر 1844 في المملكة المتحدة، وتوفي في 28 أغسطس 1928 في وينيبيغ في كندا.